# NGC 2101
NGC 2101 é uma galáxia irregular (IBm/P) localizada na direcção da constelação de Pictor. Possui uma declinação de -52° 05' 24" e uma ascensão recta de 5 horas, 46 minutos e 22,4 segundos.
A galáxia NGC 2101 foi descoberta em 9 de Janeiro de 1837 por John Herschel.